# Wouter Wessels
Wouter Wessels (Wageningen, 2 juli 1825 – Apeldoorn, 28 september 1861) was een Nederlands organist.
Hij werd geboren binnen het kinderrijke gezin van winkelier Dirk Wessels en Derkjen Nieuwenhuizen. Hijzelf huwde op 11 december 1851 met de in 1822 geboren naaister Jantjen Scheperkamp. Er zijn geen nakomelingen bekend.
Wessels, blind geboren, verbleef vanaf zijn negende jaar enige tijd in het Blindeninstituut in Amsterdam. Hij kreeg daar onder meer muzieklessen. In 1847 trad hij als kwekeling van dat instituut op in de “buitenwereld” als muziekdocent. Op 25 december 1848 werd hij uit een drietal gegadigden benoemd tot organist bij de hervormde gemeente in Apeldoorn. Deze benoeming werd door Willem II der Nederlanden bekrachtigd.
Hij schreef ook een aantal werken:
- Handboogschuttersmars (1851)
- Oranjewals (1851)
- Het metalen kruis (1856). Deze muzikale feestmars voor piano werd uitgegeven ter gelegenheid van de onthulling van een gedenkteken te Amsterdam.